# Hermogenes Ebdane jr.

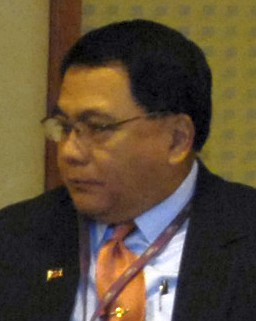
Ebdane jr. in 2007

Hermogenes Edejer Ebdane jr. (Candelaria, 30 december 1948) is een Filipijns politicus en generaal buiten dienst. Ebdane was van 2007 tot 2008 minister in het kabinet van Gloria Macapagal-Arroyo. Eerst diende hij enkele maanden als minister van Defensie tot hij nog datzelfde jaar werd benoemd als minister van Publieke Werken en Infrastructuur. In oktober 2009 nam hij ontslag en kondigde hij aan zich bij de verkiezingen van 2010 verkiesbaar te zullen stellen voor het presidentschap. Uiteindelijk trok hij zich daarvoor terug en won de verkiezing voor het gouverneurschap van de provincie Zambales. Voor zijn periode als minister was Ebdane onder andere Nationaal Veiligheids Adviseur en de hoogste baas van de Philippine National Police. 